# (168948) Silvestri
(168948) Silvestri est un astéroïde de la ceinture principale.

## Description
(168948) Silvestri est un astéroïde de la ceinture principale. Il fut découvert le 23 décembre 2000 à l'observatoire d'Apache Point par le programme Sloan Digital Sky Survey. Il présente une orbite caractérisée par un demi-grand axe de 2,62 UA, une excentricité de 0,10 et une inclinaison de 4,7° par rapport à l'écliptique.

## Compléments